# Ali ibn al-Madini
Abū al-Ḥasan ʿAlī ibn ʿAbd Allāh ibn Jaʿfar al-Madīnī (in arabo أبو الحسن علي بن عبد الله بن جعفر المديني‎?; Iraq, 778 – 849) è stato un tradizionista sunnita arabo-iracheno del IX secolo, la cui notorietà fa il paio con quella di Yaḥyā b. Maʿīn.

## Biografia
Ibn al-Madīnī nacque nel 778 a Bassora (Iraq) da una famiglia che era originaria di Medina, oggi in Arabia Saudita. Tra i suoi maestri figurano il padre, ʿAbd Allāh ibn Jaʿfar, Ḥammād ibn Yazīd, Hashīm e Sufyān b. ʿUyayna. Ibn ʿUyayna, diceva che egli aveva imparato dall'allievo Ibn al-Madīnī più che da qualsiasi altro suo allievo.
Ibn al-Madīnī era specializzato nelle discipline legate ai ʾaḥādīth, alla ʿilm al-rijāl e agli ʿIlal, i difetti nascosti, e alle catene di trasmettitori (isnād. ʿAbd al-Raḥmān ibn Mahdī, uno studioso della generazione precedente alla sua, descriveva Ibn al-Madīnī come la persona che maggiormente conosceva i ʾaḥādīth del Profeta.
Tra i suoi allievi figurano Muḥammad ibn Yaḥyā al-Dhuhalī, Muḥammad ibn Ismāʿīl al-Bukhārī e Abū Dāwūd Sulaymān ibn al-Ashʿath al-Sijistānī, gli ultimi due autori di due tra le sei raccolte più importanti di Sunna (Sei libri). Al-Bukhārī, autore del celeberrimo Ṣaḥīḥ, affermò che egli non si sentiva secondo a nessuno nello studio delle tradizioni, salvo che al suo Maestro Ibn al-Madīnī.
Al-Dhahabī qualificò Ibn al-Madīnī come un imām e giustificò la sua presa di posizione favorevole al Corano creato, imposta con la minaccia di morte a lui e a Yaḥyā b. Maʿīn dal califfo al-Maʾmūn.
Ibn al-Madīnī morì a Samarra (Iraq) nel giugno dell'849.

## Opere
Yahya ibn Sharaf al-Nawawī diceva che Ibn al-Madīnī aveva composto approssimativamente un centinaio di lavori, alcuni dei quali su soggetti del tutto inediti.
- al-ʿIlal – sui difetti non apparenti degli isnād dei ʾaḥādīth;[2], una parte solo dei quali sono stati dati alle stampe[3]
- Kitāb al-Ḍuʿafāʾ – sui trasmettitori "deboli" (poco affidabili per le più diverse ragioni)[3]
- al-Mudallisūn – sui trasmettitori che tramandano tradizioni usando un lessico ambiguo[3]
- al-Asmāʾ wa al-Kunā – sui nomi dei trasmettitori e sulle loro kunya[3]
- al-Musnad – collezione di hadith raccolti per isnād[3]
- Kitāb Maʿrifat al-Ṣahāba – Il libro della conoscenza dei Ṣahāba